# Hill ’n Dale
Hill ’n Dale ist ein census-designated place (CDP) im Hernando County im US-Bundesstaat Florida. Das U.S. Census Bureau hat bei der Volkszählung 2020 eine Einwohnerzahl von 2.212 ermittelt.

## Geographie
Hill 'n Dale liegt rund 10 km östlich von Brooksville sowie etwa 70 km nördlich von Tampa. Der CDP wird vom U.S. Highway 98 (SR 50) durchquert.

## Demographische Daten
Laut der Volkszählung 2010 verteilten sich die damaligen 1934 Einwohner auf 716 Haushalte. Die Bevölkerungsdichte lag bei 1487,7 Einw./km². 69,2 % der Bevölkerung bezeichneten sich als Weiße, 23,6 % als Afroamerikaner, 0,3 % als Indianer und 0,6 % als Asian Americans. 3,3 % gaben die Angehörigkeit zu einer anderen Ethnie und 3,0 % zu mehreren Ethnien an. 10,9 % der Bevölkerung bestand aus Hispanics oder Latinos.
Im Jahr 2010 lebten in 43,9 % aller Haushalte Kinder unter 18 Jahren sowie 24,8 % aller Haushalte Personen mit mindestens 65 Jahren. 76,5 % der Haushalte waren Familienhaushalte (bestehend aus verheirateten Paaren mit oder ohne Nachkommen bzw. einem Elternteil mit Nachkomme). Die durchschnittliche Größe eines Haushalts lag bei 2,91 Personen und die durchschnittliche Familiengröße bei 3,22 Personen.
32,8 % der Bevölkerung waren jünger als 20 Jahre, 25,1 % waren 20 bis 39 Jahre alt, 25,6 % waren 40 bis 59 Jahre alt und 16,4 % waren mindestens 60 Jahre alt. Das mittlere Alter betrug 34 Jahre. 48,2 % der Bevölkerung waren männlich und 51,8 % weiblich.
Das durchschnittliche Jahreseinkommen lag bei 29.000 $, dabei lebten 35,7 % der Bevölkerung unter der Armutsgrenze.
Im Jahr 2000 war englisch die Muttersprache von 100 % der Bevölkerung.